# GusGus
GusGus (укр. Ґусґус) — ісландський гурт із Рейк'явіка. З часів заснування у 1995 році і до теперішнього часу склад гурту часто змінювався. На цей час у GusGus три учасники — Деніел Аґуст Гаралдсон, Біргір Торарісон та Маргрет Ран Магнусдотір.

## Назва
Назва гурту пов'язана з фільмом Райнера Вернера Фассбіндера «Страх з'їдає душу» — у фільмі жінка готує коханцеві кус-кус, що її вимовою звучить як gus gus.

## Історія
Гурт створили 1995 року режисери-кліпмейкери Сіґґі К'яртанссон (Sigurður Kjartansson) та Стефан Арні Торґейрссон (Stefán Árni Þorgeirsson). Окрім них до складу гурту ввійшли вокалісти Маґнус Йонссон (Magnús Jónsson), Деніел Аґуст Гаралдссон (Daníel Ágúst Haraldsson) та Гафдіс Гулд Трастардоттір (Hafdís Huld Þrastardóttir), а також менеджер колективу Балдур Стефанссон (Baldur Stefánsson). Трохи згодом приєдналися відомі в Рейк'явіку діджеї Герб Леґовітц (псевдонім Маґнуса Ґудмундссона (Magnús Guðmundsson)) та Біґґі Торарінссон (псевдонім Біґґі Вейра (Biggi Veira)).
Через два роки після створення гурту було записано альбом «Polydistortion», який отримав хорошу критику. Електронно-танцювальне звучання музики поєднувало елементи техно, фанку, хіп-хопу, хауса. Крім сольних виступів, Gus Gus виступали у концертних турах з британськими колективами Cornershop і Lamb.
Протягом існування гурту сталося кілька змін його складу. Тепер колектив складається з трьох учасників — Стефана Стефенсена (псевдонім President Bongo), Деніела Аґуста Гаралдссона та Біґґі Торарінссона. Після третього альбому гурту, This Is Normal, його засновники — кліпмейкери Сіґурдур К'яртанссон та Арні Торґейрссон залишили колектив і сформували успішний продюсерський центр Celebrator, що нині відомий як Arni & Kinski. Деякі інші учасники — Гафдіс Гулд, Маґнус Йонссон зайнялися сольною кар'єрою; найбільшого успіху домоглася Еміліана Торріні, композиція якої увійшла до саундтреку фільму «Володар перснів: Дві вежі».

## Дискографія
Студійні альбоми
- Gus Gus (1995)
- Polydistortion (1997)
- This Is Normal (1999)
- Gus Gus vs. T-World (2000)
- Attention (2002)
- Forever (2007)
- 24/7 (2009)

- Arabian Horse (2011)
- Mexico (2014)
- Lies Are More Flexible (2018)

Живі альбоми
- Mixed Live at Sirkus, Reykjavik (2003)

Компіляції
- 15 ára (2010)

Сингли
- «Polyesterday» (1996) — UK #55 (as Purple EP: Polyesterday)
- «Believe» (1997) — UK #154
- «Standard Stuff for Drama» (1997)
- «Ladyshave» (1999) — UK #64
- «V.I.P.» (1999) — UK #86
- «Starlovers» (1999) — UK #62
- «Dance You Down» (2002) — UK #141
- «Desire» (2002) — UK #95
- «David» (2003) — UK #52
- «Call of the Wild» (2003) — UK #75
- «Lust / Porn» (2005)
- «Need in Me» (2005)
- «Forever Sampler» (2006)
- «Moss» (2007)
- «Hold You» (2007)
- «Add This Song» (2009)
- «Thin Ice» (2009)